# Næstved BK
A Næstved BK, teljes nevén Næstved Boldklub egy dán labdarúgócsapat. A klubot 1939-ben alapították, székhelye Næstvedben van.

## Sikerek
- Bajnokság
  - Második (2): 1980, 1988

- Kupa
  - Döntős (1): 1993-94

## Jelenlegi keret
2009. április 13. szerint.
| #  |     | Poszt | Név              |
| -- | --- | ----- | ---------------- |
| 1  | DNK | K     | Mads Toppel      |
| 2  | DNK | KP    | Ronnie Bendtsen  |
| 3  | DNK | V     | Morten Petersen  |
| 4  | DNK | V     | Matias Kjelde    |
| 5  | DNK | KP    | Emil Schouw      |
| 6  | DNK | V     | Joakim Normann   |
| 8  | DNK | KP    | Anton Smedegaard |
| 9  | DNK | KP    | Henrik Madsen    |
| 10 | DNK | CS    | Karsten Johansen |
| 12 | BRA | KP    | Fillipe de Souza |
| 13 | DNK | KP    | Rasmus Mathiesen |

| #  |     | Poszt | Név                     |
| -- | --- | ----- | ----------------------- |
| 14 | DNK | KP    | Morten Kruuse           |
| 15 | DNK | CS    | Ulrik Balling           |
| 16 | DNK | KP    | Anders Nielsen          |
| 17 | CAN | V     | Paris Nakajima-Farran   |
| 18 | DNK | K     | Sebastian Olsen         |
| 20 | DNK | CS    | Mikkel Bruun            |
| 21 | BRA | KP    | Gauchinho               |
| 22 | BRA | CS    | Garcia Felipe Gonçalves |
| 23 | DNK | CS    | Mads Hansen             |
| 24 | DNK | KP    | Lasse Hansen            |

## Legtöbb mérkőzés
| #  | Név             | Ország | Mérk. | Gól |
| -- | --------------- | ------ | ----- | --- |
| 1  | Frank Hougaard  | DNK    | 511   | ?   |
| 2  | Mogens Hansen   | DNK    | 427   | ?   |
| 3  | Søren Juel      | DNK    | 375   | ?   |
| 4  | Torben Johansen | DNK    | 359   | ?   |
| 5  | Aage Hermansen  | DNK    | 338   | ?   |
| 6  | Alex Nielsen    | DNK    | 320   | ?   |
| 7  | Klaus Juliussen | DNK    | 316   | ?   |
| 8  | Jørgen Hansen   | DNK    | 309   | ?   |
| 9  | Benny Jacobsen  | DNK    | 295   | ?   |
| 10 | Poul Nielsen    | DNK    | 287   | ?   |

## A klub válogatott labdarúgói
| Név                   | Válogatott mérkőzés | Válogatott gólok | Mérkőzések a klubnál | Gólok a klubnál |
| Jesper Olsen          | 43                  | 5                | 64                   | 11              |
| Ole Rasmussen         | 41                  |                  |                      |                 |
| Jørgen Hansen         | 23                  |                  |                      |                 |
| Jørgen Kristensen     | 19                  |                  |                      |                 |
| Keld Bak              | 14                  |                  |                      |                 |
| Mark Strudal          | 9                   | 3                |                      |                 |
| Jan Sørensen          | 7                   |                  |                      |                 |
| Erik Dyreborg         | 6                   |                  |                      |                 |
| Mogens Hansen         | 5                   | 1                |                      |                 |
| Sven Erik Christensen | 4                   |                  |                      |                 |
| Henrik Skouboe        | 3                   |                  |                      |                 |
| Bent Dideriksen       | 2                   |                  |                      |                 |
| Kurt Jørgensen        | 2                   |                  |                      |                 |
| John Povelsen         | 1                   |                  |                      |                 |
| Benny Nielsen         | 1                   |                  |                      |                 |

## Külső hivatkozások
- Hivatalos weboldal (dánul)